# Кристіан Еміль Фрійс
Кристіан Еміль Краг-Юел-Вінд-Фрійс (8 грудня 1817 — 12 жовтня 1896) — данський аристократ і політик, очолював уряд країни з 1865 до 1870 року.

## Життєпис
Під час дебатів щодо нової конституції, потреба в якій виникла після війни за Шлезвіг, був призначений на пост голови Ради (фактично — прем'єр-міністра). З того моменту почалась гегемонія консервативної партії Гьойре у данській політиці, що тривала до 1901.
Після відставки проводив перемовини з Францією з метою уникнення залучення Данії до війни з Пруссією. Остаточно пішов з політики 1880.